# Rüti bei Lyssach
Rüti bei Lyssach es una comuna suiza del cantón de Berna, situada en el distrito administrativo del Emmental. Limita al norte con la comuna de Lyssach, al este con Burgdorf, al sureste con Oberburg, y al suroeste y oeste con Mötschwil.
Hasta el 31 de diciembre de 2009 situada en el distrito de Burgdorf.